# 1036 Ganymed
Az 1036 Ganymed (ideiglenes jelöléssel 1924 TD) egy földközeli kisbolygó. Walter Baade fedezte fel 1924. október 23-án.